# حبيبات قبل شمسية

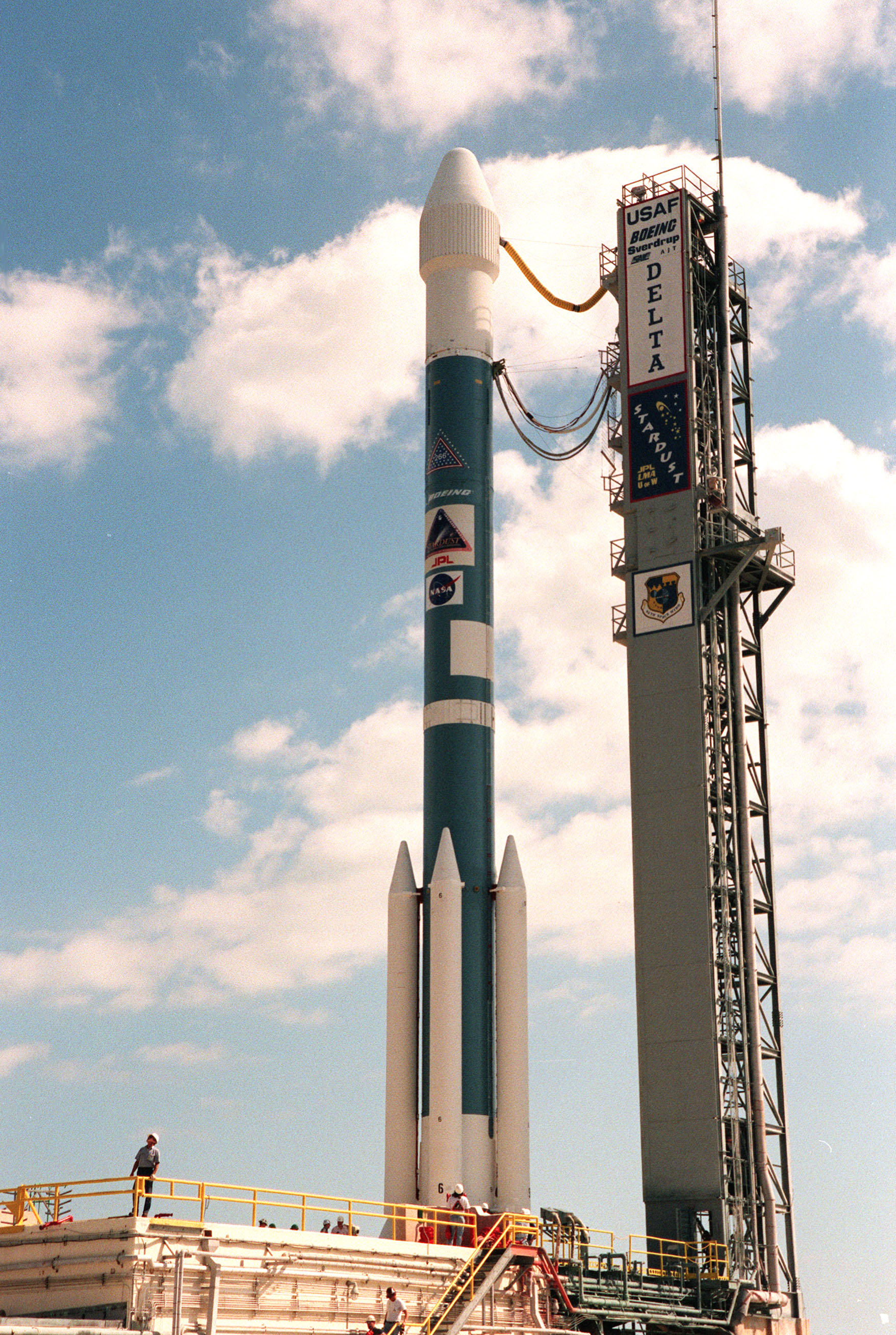
صاروخ بوينج دلتا 2 يحمل مسبار ستارداست الفضائي في انتظار الإطلاق. واجه ستاردست لقاءً قريبًا مع المذنب ويلد 2 في يناير 2004 وقام أيضًا بجمع الغبار بين النجوم المحتوي على حبيبات بين النجوم ما قبل الشمسية.

حبيبات ما قبل المجموعة الشمسية أو معادن ما قبل الشمس أو غبار النجوم هي بلورات صغيرة تشكل جزءًا من مصفوفة حبيبات دقيقة من النيازك البدائية يفترض أنها كانت موجودة قبل تكوين النظام الشمسي. تعطي تفاعلات الانصهار النجمي الذي حدثت داخل كل نجم قبل الشمس، لكل حبيبة تركيبًا نظيريًا فريدًا لهذا النجم الأم، والذي يختلف عن التركيب النظيري لمادة نظامنا الشمسي وكذلك عن المتوسط المجري. غالبًا ما تكون بصمة هذه التواقيع النظيرية عمليات نووية فيزيائية فلكية محددة جدًا حدثت داخل النجم الأم، وأثبتت أصلها قبل القطب.